# Michael D. Cohen
 (octobre 2020).
Michael Dwayne Cohen, né le 22 novembre 1975 à Winnipeg, est un acteur canadien. 
Il est surtout connu pour son rôle de Schwowz Schwartz dans Henry Danger et ses retombées, Les aventures de Kid Danger et Danger Force.

## Biographie
Né à Winnipeg, Cohen a été assigné femme à la naissance, mais a transitionné aux environs de vingt ans, ne faisant connaître l'information qu'en 2019. Lui et sa famille ont déménagé à Richmond, en Colombie-Britannique, à l'âge de 10 ans. 
Des années après avoir obtenu son diplôme universitaire, Cohen déménage à Toronto, où il étudie le théâtre et décroche son premier emploi de voix off, sans agent, dans la série télévisée d'animation Fifi Brindacier. Il commence sa carrière quand il apparait dans Moville Mysteries. Peu de temps après, il apparait dans Queer as Folk, Doc, RoboBlatte et Le Monde d'Henri avec de nombreuses publicités. En 2005, il remporte le prix national Moc Docs du meilleur documentaire pour son court métrage Jew Jube Lives - une parodie de rap basée sur la question « si Eminem était juif et grandissait à Thornhill, comment serait-il ? »[réf. nécessaire]. Il est la voix de Ty Archer dans la série télévisée d'animation Glurp Attack pour laquelle lui et l'ensemble reçoievnt une nomination aux prix Gemini, l'équivalent canadien d'une nomination aux Emmy Awards[réf. nécessaire].
Depuis 2014, Cohen joue Schwoz Schwartz dans la sitcom Henry Danger, il reprend son rôle, peu de temps après la fin de la série, dans Danger Force[réf. nécessaire]. 
Il est apparu dans des émissions telles que Modern Family, The Real O'Neals, 2 Broke Girls, The Mindy Project, Backstrom, Eagleheart, Austin & Ally et bien d'autres. Cohen a des dizaines de crédits commerciaux, notamment Mini Starburst, FedEx, Capital One, Boston Market, Honda avec Patrick Warburton et la campagne Super Bowl Hulu Plus avec Will Arnett[réf. nécessaire]. Il a été coprésident du SAG-AFTRA Hollywood Conservatory à l' American Film Institute et est membre du National SAG-AFTRA Conservatory Committee. Il est titulaire d'une maîtrise en éducation des adultes axée sur l'éducation transformatrice des artistes interprètes[réf. nécessaire]. Il offre des ateliers de théâtre et du coaching d'auditions privées pour des acteurs de Los Angeles, de Toronto et du monde entier. Il réside à Los Angeles.

## Filmographie
| Année | Titre                             | Rôle                | Remarques    |
| ----- | --------------------------------- | ------------------- | ------------ |
| 2013  | It was you charlie                | Abner               |              |
| 2014  | Whiplash                          | Overbrook Stagehand |              |
| 2016  | Génération Wolf                   | Luke                |              |
| 2017  | Suburbicon                        | Étendue             |              |
| 2018  | Une soirée avec Beverly Luff Linn | Mitch Stemp         |              |
| 2020  | Divulgation: Trans vit à l'écran  | Lui-même            | Documentaire |

| Année     | Titre                                 | Rôle                     | Notes                                                 |
| --------- | ------------------------------------- | ------------------------ | ----------------------------------------------------- |
| 2002      | Moville Mysteries                     | Milo Fibber Kryzinski    | 4 episodes                                            |
| 2002      | Doc                                   | Orderly                  | Épisode : On Pins and Needles                         |
| 2002      | Le monde d'Henri                      | Plutonian                | Épisodes : Is Anybody Out There? / Secrets            |
| 2003      | RoboRoach                             | HappyChap                | Épisodes : Shuttle Bugs / Rememberizing Rube          |
| 2003      | JoJo's Circus                         | Workmouse                | Épisodes : The Confetti Caper / Jojo on the Tightrope |
| 2006      | Time Warp Trio                        | Selim                    | Épisode : Harem Scare Em                              |
| 2009      | My Name Is Earl                       | Guy                      | Épisode : My Name Is Alias                            |
| 2009      | Tim and Eric Awesome Show, Great Job! | Partyer / Ball Retriever | Épisodes : Road Trip, Tennis                          |
| 2009      | Eastwick                              | Fidel's Manservant       | 3 épisodes                                            |
| 2006–2009 | Glurp Attack                          | Ty Archer                | Diverses Voix                                         |
| 2010      | Wizards of Waverly Place              | Cliff                    | Épisode : Uncle Ernesto                               |
| 2011      | Modern Family                         | Odd Neighbor             | Épisode : Door to Door                                |
| 2012      | 2 Broke Girls                         | Ticket Taker             | Épisode : And the Hold-Up                             |
| 2013      | Austin & Ally                         | Mr. Gower                | Épisode : Freaky Friends & Fan Fiction                |
| 2013-2014 | Kickin' It                            | George Washington Waiter | Épisodes : Return of Spyfall, Nerd with a Cape        |
| 2014–2020 | Henry Danger                          | Schwoz Schwartz          | Récurrent (saisons 1-4), Principal (saison 5)         |
| 2014      | Eagleheart                            | Spats                    | Épisode : Spats                                       |
| 2015      | Backstrom                             | Tiny                     | Épisode : Ancient, Chinese, Secret                    |
| 2016      | D-Sides                               | Carl                     | Épisode : Smells Of Solace                            |
| 2016      | Shady Neighbors                       | Mr. Turner               | Téléfilm                                              |
| 2016      | The Real O'Neals                      | Dr. Filbert              | Épisode : The Real Book Club                          |
| 2017      | Powerless                             | Samuel Greene            | Épisode : Wayne Dream Team                            |
| 2017      | Angie Tribeca                         | Louie                    | Épisode : Hey I'm Solvin' Here                        |
| 2018      | Game Shakers                          | Schwoz Schwartz          | Épisode : Babe Loves Danger                           |
| 2018      | Les Aventures de Kid Danger           | Schwoz Schwartz          | Rôle principal, doublage                              |
| 2019      | All That                              | Lui-même                 | Épisode 1 105                                         |
| 2019      | Vampirina                             | Blobby                   | Épisode : Nosy's Day In / Sincerely, Blobby, doublage |
| 2020      | Danger Force                          | Schwoz                   | Rôle Principal                                        |